# Riselda Selaj
Riselda Selaj (nacida el 7 de abril de 1993) es una ex-gimnasta artística albanesa. Es la primera gimnasta albanesa en ganar 5 medallas de oro en una competición internacional y la primera gimnasta en ganar 5 medallas en la misma competición internacional dos veces consecutivas.

## Carrera
Selaj participó en el Campeonato Mundial de Gimnasia Artística de 2009 en Londres, con un buen desempeño en la barra de equilibrio. Fue parte de la selección albanesa durante los Juegos del Mediterráneo celebrados en Italia, donde quedó ubicada en el puesto 13 en la clasificación final general, y en el puesto 6 en la final de salto de caballo.
También compitió en los Campeonatos europeos y en el Festival Olímpico de la Juventud Europea (EYOF).
Selaj anunció su retiro de la gimnasia en octubre de 2014.